# 白粉圆叶报春
白粉圆叶报春（学名：Primula littledalei）为报春花科报春花属下的一个种。

## 扩展阅读
- 維基物種上的相關：白粉圆叶报春